# Centre d'inscription de l'entrée Est du parc du Mont-Riding
Le centre d'inscription de l'entrée Est du parc du Mont-Riding (anglais : Riding Mountain Park East Gate Registration Complex) est un ensemble de trois bâtiments situé à l'est du parc national du Mont-Riding. Construit en 1933, elle est la seule des trois entrées du parc à avoir conservé son architecture rustique originelle. Il est composé du bâtiment de l'entrée est, de la résidence des gardes du parc de Whirlpool et de la résidence du gardien. Il a été désigné comme lieu historique national en 1992 en tant d'exemple exceptionnel du style rustique dans les parcs nationaux du Canada.